# Pseudophasma cambridgei
Pseudophasma cambridgei är en insektsart som beskrevs av Kirby 1904. Pseudophasma cambridgei ingår i släktet Pseudophasma och familjen Pseudophasmatidae. Inga underarter finns listade i Catalogue of Life.